# Deutsche Fechtmeisterschaften 2009
Bei den Deutschen Fechtmeisterschaften 2009 wurden Einzel- und Mannschaftswettbewerbe im Fechtsport nacheinander im Olympiastützpunkt Tauberbischofsheim ausgetragen. Sie wurden vom Deutschen Fechter-Bund organisiert.
Im Herrenflorett gewann Ralf Bißdorf, im Degenfechten tauschten Vorjahresmeister Sven Schmid und Vizemeister Jörg Fiedler die Plätze und im Säbel besiegte Nicolas Limbach den Vorjahressieger Johannes Klebes.
Bei den Damen konnte Katja Wächter im Florett die Vorjahressiegerin Anja Schache auf den zweiten Platz verweisen. Im Degen und Florett verteidigten Beate Christmann sowie Alexandra Bujdosó ihre Titel.
Für Alexandra Bujdoso und Nicolas Limbach war es jeweils der dritte Titel bei den Aktiven.

## Florett
Die Deutschen SAMSUNG Meisterschaften 2009 fanden vom 10. bis 11. Januar 2009 in Tauberbischofsheim statt. Am 10. Januar wurden die Einzelwettbewerbe ausgefochten, am 11. Januar die Mannschaftswettbewerbe.

### Herrenflorett
| Platz | Sportler              | Verein             |
| ----- | --------------------- | ------------------ |
| 1     | Ralf Bißdorf          | Heidenheim         |
| 2     | Christian Schlechtweg | Berlin             |
| 3     | Marius Braun          | Bonn               |
| 3     | Dominik Behr          | Tauberbischofsheim |

### Herrenflorett (Mannschaft)
| Platz | Verein             | Sportler                                                          |
| ----- | ------------------ | ----------------------------------------------------------------- |
| 1     | Bonn               | Richard Breutner André Weßels Boris Zorc Marius Braun             |
| 2     | Heidenheim         | Ralf Bißdorf Dan Elsner Alexander Gsching Marino Bullinger        |
| 3     | Tauberbischofsheim | Johann Gustinelli Phil Eschrich Sven-Niclas Rick Friedrich Barsch |

### Damenflorett
| Platz | Sportler            | Verein             |
| ----- | ------------------- | ------------------ |
| 1     | Katja Wächter       | Tauberbischofsheim |
| 2     | Anja Schache        | Tauberbischofsheim |
| 3     | Maria Bartkowski    | Tauberbischofsheim |
| 3     | Carolin Golubytskyi | Tauberbischofsheim |

### Damenflorett (Mannschaft)
| Platz | Verein             | Sportler                                                        |
| ----- | ------------------ | --------------------------------------------------------------- |
| 1     | Tauberbischofsheim | Anja Schache Carolin Golubytskyi Katja Wächter Maria Bartkowski |
| 2     | Leverkusen         | Larissa Merkl Roxanne Merkl Jacqueline Sohlow Pia Klauck        |
| 3     | Berlin             | Martina Zacke Katharina Schult Stefanie Reese Daniella Wolf     |

## Degen
Die Deutschen BKK ESSANELLE Meisterschaften 2009 wurden vom 25. bis 26. April 2009 in Tauberbischofsheim ausgetragen (Einzel am Samstag, Mannschaft am Sonntag).

### Herrendegen
| Platz | Sportler        | Verein             |
| ----- | --------------- | ------------------ |
| 1     | Jörg Fiedler    | Tauberbischofsheim |
| 2     | Sven Schmid     | Tauberbischofsheim |
| 3     | Christoph Kneip | Leverkusen         |
| 3     | Steffen Launer  | SV Böblingen       |

### Herrendegen (Mannschaft)
| Platz | Verein             | Sportler                                                        |
| ----- | ------------------ | --------------------------------------------------------------- |
| 1     | Leverkusen         | Christoph Kneip Norman Ackermann Rouven Ackermann Tobias Gayk   |
| 2     | Tauberbischofsheim | Sven Schmid Jörg Fiedler Martin Schmitt Te-Mao Tran             |
| 3     | SV Böblingen       | Steffen Launer Stefan Greiner Maurice Trautner Gavrila Spiridon |

### Damendegen
| Platz | Sportler         | Verein             |
| ----- | ---------------- | ------------------ |
| 1     | Beate Christmann | Tauberbischofsheim |
| 2     | Monika Sozanska  | Heidenheim         |
| 3     | Cheryl Jahn      | Bonn               |
| 3     | Lisa Wollinsky   | Heidenheim         |

### Damendegen (Mannschaft)
| Platz | Verein             | Sportler                                                               |
| ----- | ------------------ | ---------------------------------------------------------------------- |
| 1     | Berlin             | Julia Kirschen Beatrice Brockmann Birte Lea Härtel Josephine Andersson |
| 2     | Tauberbischofsheim | Beate Christmann Elke Birthelmer Vanessa Epp Carina Sieber             |
| 3     | Leverkusen         | Julia Morawietz Britta Heidemann Marijana Marković Caroline Meisen     |

## Säbel
Die Deutschen EXPOCAMP Säbel-Einzelmeisterschaften 2009 wurden vom 28. bis 29. März in Tauberbischofsheim ausgefochten.

### Herrensäbel
| Platz | Sportler        | Verein             |
| ----- | --------------- | ------------------ |
| 1     | Nicolas Limbach | Dormagen           |
| 2     | Johannes Klebes | Tauberbischofsheim |
| 3     | Björn Hübner    | Tauberbischofsheim |
| 3     | Richard Hübers  | Dormagen           |

### Herrensäbel (Mannschaft)
| Platz | Verein             | Sportler                                                                |
| ----- | ------------------ | ----------------------------------------------------------------------- |
| 1     | Tauberbischofsheim | Björn Hübner Johannes Klebes Sebastian Flegler Nils Eifler              |
| 2     | Dormagen           | Nicolas Limbach Benedikt Beisheim Benedikt Wagner Max Hartung           |
| 3     | Eislingen          | Maximilian Schmelzer Florian Lehnert Maximilian Kindler Stefan Pressmar |

### Damensäbel
| Platz | Sportler          | Verein             |
| ----- | ----------------- | ------------------ |
| 1     | Alexandra Bujdosó | Koblenz            |
| 2     | Sibylle Klemm     | Tauberbischofsheim |
| 3     | Stefanie Kubissa  | Dormagen           |
| 3     | Sophia Bischof    | Bonn               |

### Damensäbel (Mannschaft)
| Platz | Verein             | Sportler                                                           |
| ----- | ------------------ | ------------------------------------------------------------------ |
| 1     | Dormagen           | Davina Hirzmann Stefanie Kubissa Anna Limbach Lea Scholten         |
| 2     | Koblenz            | Alexandra Bujdosó Paula Kuchcinski Viola Kwidzinski Solvejg Kleber |
| 3     | Tauberbischofsheim | Sibylle Klemm Amelie Zerfass Doreen Häntzsch Marta Cosar           |